# Data-base
No Brasil, data-base é o período do ano destinado à correção salarial e revisão das condições de trabalho especificadas por Acordo, Convenção ou Dissídio Coletivo de cada categoria profissional.
Esse período é sempre referenciado a partir do primeiro dia do mês da data-base e, mesmo que o Acordo, Convenção ou Dissídio Coletivo se dê em mês posterior, todas as conquistas dos trabalhadores devem ser pagas retroativamente.
O conceito de data-base foi criado pela Consolidação das Leis do Trabalho, em  1 de maio 1943.